# Adrian Rusu (fotbalist)
Adrian Rusu (n. 28 iulie 1984) este un fotbalist român care joacă pe postul de fundaș central.

## Cariera
Rusu și-a început cariera la profesioniști la FC UTA Arad în anul 2003. A mai jucat pentru Rapid II București în 2005 și pentru Pandurii Târgu-Jiu din 2006 până în 2010, apoi s-a alăturat echipei FC Brașov în 2010, sub formă de împrumut pentru un sezon.
Pe 29 martie 2006 a primit Medalia „Meritul Sportiv” clasa a II-a cu o baretă din partea președintelui României de atunci, Traian Băsescu, pentru că a făcut parte din lotul echipei FC Rapid București care s-a calificat în sferturile Cupei UEFA 2005-2006.

## Palmares

### Club
Pandurii
- Liga I (1): locul secund 2013

## Legăuri externe
- Adrian Rusu cariera la Romaniansoccer.ro